# Jumbo Jet (Schwarzkopf)
Jumbo Jet (ook wel Jet Star III genoemd) is een achtbaanmodel ontworpen door Anton Schwarzkopf in 1972. Het was op de markt tot 1983, maar tegenwoordig zijn er nog steeds enkele exemplaren van terug te vinden. Er zijn in totaal 9 banen van bekend die in pretparken hebben gestaan. De baan was eigenlijk ontworpen voor kermissen. Hoeveel er in totaal van bestaan hebben, en hoeveel er nu nog operationeel zijn, is niet geweten. Van de negen banen in pretparken zijn er tegenwoordig (begin 2017) nog vier geopend.

## Details
De Jumbo Jet was de derde baan in de Jet Star-reeks. Hij was langer en hoger dan zijn voorganger, Jet Star II. Net zoals de Jet Star II had ook de Jumbo Jet een optakeling door middel van een elektrische spiraallift. De baan was 870 meter lang en 17 meter hoog. De snelheid is onbekend.
Bijzonder aan de Jumbo Jet in vergelijking met Jet Star II is dat er bij de Jumbo Jet gekoppelde treinen konden worden gebruikt. De voorgangers, Jet Star II en Jet Star, maakten gebruik van aparte wagentjes. Er is wel een Jet Star II-baan bekend waarop ook met gekoppelde wagentjes werd gereden, maar deze is daarvoor aangepast geweest.

## Voorbeelden
- Jumbo Jet in Luna Park du Grau-du-Roi (tot 1991 in Walibi Belgium)
- Tornado in Salitre Magico (tot 1998 in Alton Towers als New Beast, eerder Alton Beast)

Lijst van achtbaanmodellen ontworpen door Anton Schwarzkopf